# Mulyo Rejo
Mulyo Rejo is een bestuurslaag in het regentschap Pasuruan van de provincie Oost-Java, Indonesië. Mulyo Rejo telt 3263 inwoners (volkstelling 2010).